# Illa de Pico
L'illa de Pico és la segona illa més gran de les Açores, després de l'Illa de São Miguel. Es troba molt pròxima, només a 7 km, de l'Illa de Faial i a 15 km de l'illa de São Jorge. Hi destaca el seu pic, de 2.351 metres, que és el cim més alt de Portugal. L'illa és allargada i el seu atractiu més gran és el Volcà de Pico.

## Poblacions
- Madalena (Açores)
- São Roque do Pico
- Lajes do Pico